# Россия на «Евровидении-2019»

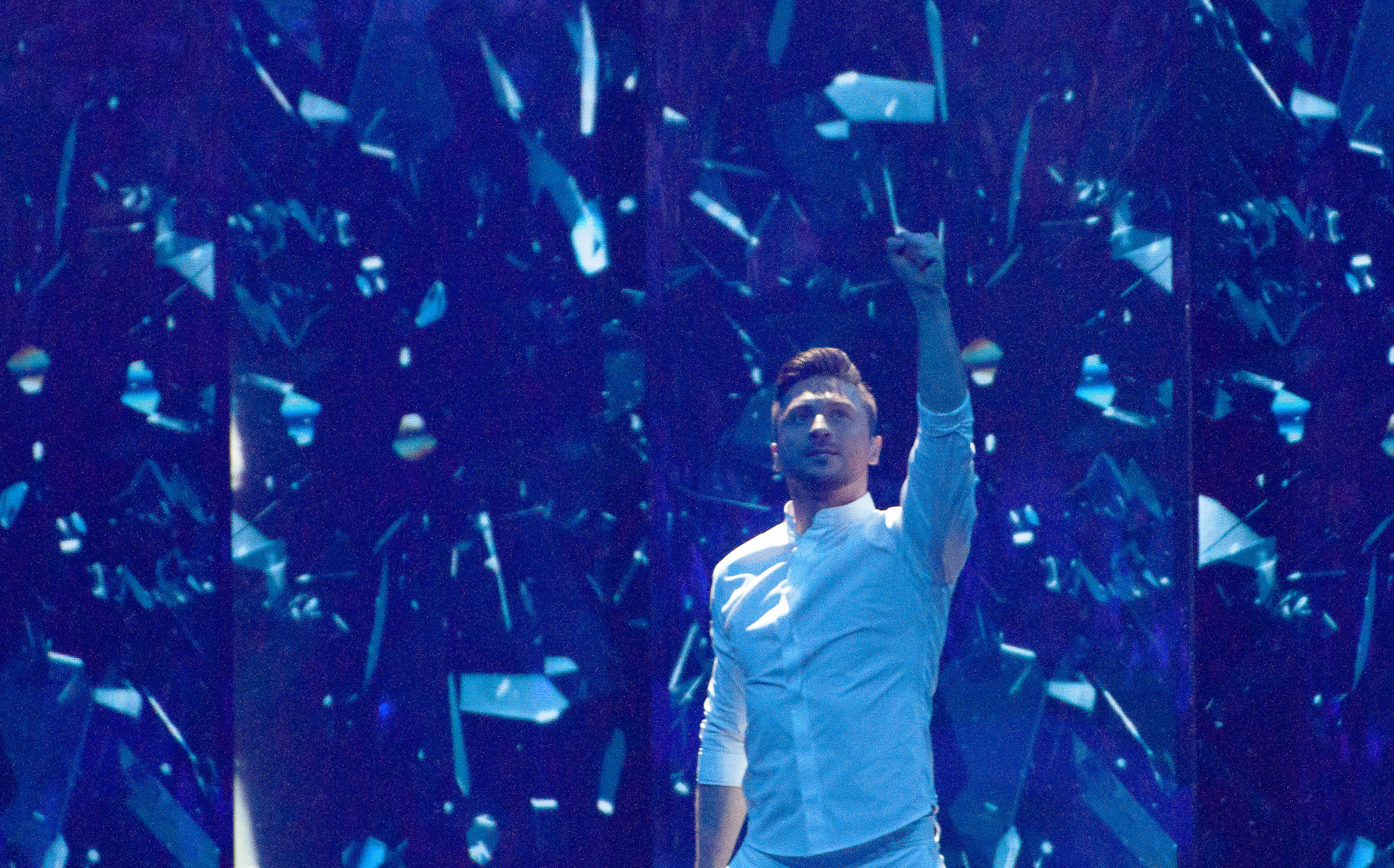
Сергей Лазарев на «Евровидении 2019» в Тель-Авиве.

Россия приняла участие в 2019 году в конкурсе песни «Евровидение» в 22-й раз — страну представил Сергей Лазарев с песней «Scream», победив во втором полуфинале. В финале занял третье место.

## Предыстория
До 2019 года Россия принимала участие в конкурсе Евровидение двадцать один раз с момента дебюта в 1994 году. Россия была победителем конкурса один раз в 2008 с песней «Believe» в исполнении Димы Билана. Наименее успешным результатом было 17-е место, которое Россия достигла в 1995 году с песней «Колыбельная для вулкана» в исполнении Филиппа Киркорова. После введения полуфиналов конкурса в 2004 году, Россия каждый раз, кроме 2018 года, проходила в финал. В 2016 году Россия заняла третье место в конкурсе «Евровидение» с песней «You Are the Only One» (Единственная) в исполнении Сергея Лазарева, при этом выиграв европейское телеголосование.
В 2019 году российский национальный вещатель ВГТРК будет транслировать мероприятие в России на своих телеканалах «Россия-1» и «РТР-Планета». Начиная с 2008 года, российское освещение конкурса чередуется между двумя вещателями: «Первый канал» и ВГТРК. Изначально, согласно контракту, «Первый канал» должен был транслировать конкурс в 2017 году, а ВГТРК в 2018 году, но из-за событий 2017 года, когда Юлии Самойловой был запрещён въезд на Украину, ВГТРК уступил право трансляции Евровидения-2018 «Первому каналу». Тем самым, очерёдность права трансляции была соблюдена, но при этом сдвинута на один год.

## На Евровидении
Согласно правилам «Евровидения» страны «большой пятёрки» (Германия, Великобритания, Испания, Италия, Франция) и страна-хозяйка конкурса (Израиль) напрямую проходят в финал, остальные участвуют в полуфиналах. Распределение на полуфиналы прошло 28 января 2019 года в Тель-Авиве, где 36 стран были распределены на 2 полуфинала.

### Полуфинал
Россия приняла участие во втором полуфинале 16 мая 2019 года. Сергей Лазарев по итогам голосования прошёл в финал конкурса.

#### Голосование
Россия голосовала как во втором полуфинале, так и в финале. В течение каждого шоу каждая страна присуждала два сета баллов от 1-8, 10 и 12: один сет — от жюри, второй — от телезрителей.

#### Раздельные результаты голосования
В этом году от России голосовали следующие 5 членов жюри:
| Результаты голосования российского жюри (второй полуфинал) | Результаты голосования российского жюри (второй полуфинал) | Результаты голосования российского жюри (второй полуфинал) | Результаты голосования российского жюри (второй полуфинал) | Результаты голосования российского жюри (второй полуфинал) | Результаты голосования российского жюри (второй полуфинал) | Результаты голосования российского жюри (второй полуфинал) | Результаты голосования российского жюри (второй полуфинал) | Результаты голосования российского жюри (второй полуфинал) | Результаты голосования российского жюри (второй полуфинал) | Результаты голосования российского жюри (второй полуфинал) |
| №                                                          | Страна                                                     | Жюри                                                       | Жюри                                                       | Жюри                                                       | Жюри                                                       | Жюри                                                       | Жюри                                                       | Жюри                                                       | Телеголосование                                            | Телеголосование                                            |
| №                                                          | Страна                                                     | Квинт                                                      | Осиашвили                                                  | Гуляева                                                    | Толмачёва М.                                               | Толмачёва А.                                               | Среднее место                                              | Баллы                                                      | Место                                                      | Баллы                                                      |
| ---------------------------------------------------------- | ---------------------------------------------------------- | ---------------------------------------------------------- | ---------------------------------------------------------- | ---------------------------------------------------------- | ---------------------------------------------------------- | ---------------------------------------------------------- | ---------------------------------------------------------- | ---------------------------------------------------------- | ---------------------------------------------------------- | ---------------------------------------------------------- |

| Результаты голосования российского жюри (финал) | Результаты голосования российского жюри (финал) | Результаты голосования российского жюри (финал) | Результаты голосования российского жюри (финал) | Результаты голосования российского жюри (финал) | Результаты голосования российского жюри (финал) | Результаты голосования российского жюри (финал) | Результаты голосования российского жюри (финал) | Результаты голосования российского жюри (финал) | Результаты голосования российского жюри (финал) | Результаты голосования российского жюри (финал) |
| №                                               | Страна                                          | Жюри                                            | Жюри                                            | Жюри                                            | Жюри                                            | Жюри                                            | Жюри                                            | Жюри                                            | Телеголосование                                 | Телеголосование                                 |
| №                                               | Страна                                          | Квинт Л.                                        | Осиашвили                                       | Гуляева                                         | Толмачёва М.                                    | Толмачёва А.                                    | Среднее место                                   | Баллы                                           | Место                                           | Баллы                                           |
| ----------------------------------------------- | ----------------------------------------------- | ----------------------------------------------- | ----------------------------------------------- | ----------------------------------------------- | ----------------------------------------------- | ----------------------------------------------- | ----------------------------------------------- | ----------------------------------------------- | ----------------------------------------------- | ----------------------------------------------- |

### Интересный факт
В полуфинале один из членов российского жюри  Игорь Гуляев перепутал систему оценивания,  расставив баллы, а не места( так Азербайджан получил от Игоря 17  место, а не первое, как подразумевал Гуляев). В результате этого представительница Дании получила 3 балла от российского жюри вместо 0, что позволило пройти ей в финал вместо  с 10-го место, обойдя представителя Литвы на 1 балл. В финале представительница Дании заняла 12-е место.

### Финал
По результатам голосования профессионального жюри Сергей Лазарев получил лишь 9-е место, набрав 125 балов. Зрительское жюри было более благосклонно к Сергею и по итогам голосования присвоило ему почётное 4-е место. В результате сложения итогов голосования профессионального жюри и зрителей Сергей заработал 370 баллов, заняв тем самым 3-е место на конкурсе.